# Старочервово
Старочервово — деревня в Кемеровском районе Кемеровской области. Входит в состав Елыкаевского сельского поселения.

## География
Деревня расположена на правом берегу реки Томь на высоте 121 метра над уровнем моря.

## Население
По данным Всероссийской переписи населения 2010 года, в деревне Старочервово проживает 563 человека (291 мужчина, 272 женщины).

## Транспорт
Общественный транспорт представлен автобусным маршрутом:
- №165: ж/д вокзал (Кемерово) — д. Старочервово.

## Улицы
- ул. Заречная
- ул. Молодёжная
- ул. Набережная
- ул. Новая
- ул. Подгорная
- ул. Советская
- ул. Центральная
- ул. Южная
- пер. Новый
- пер. Подгорный
- пер. Советский

## Достопримечательности
Этноэкологический музей-заповедник "Тюльберский городок".